# Hofburg (Innsbruck)

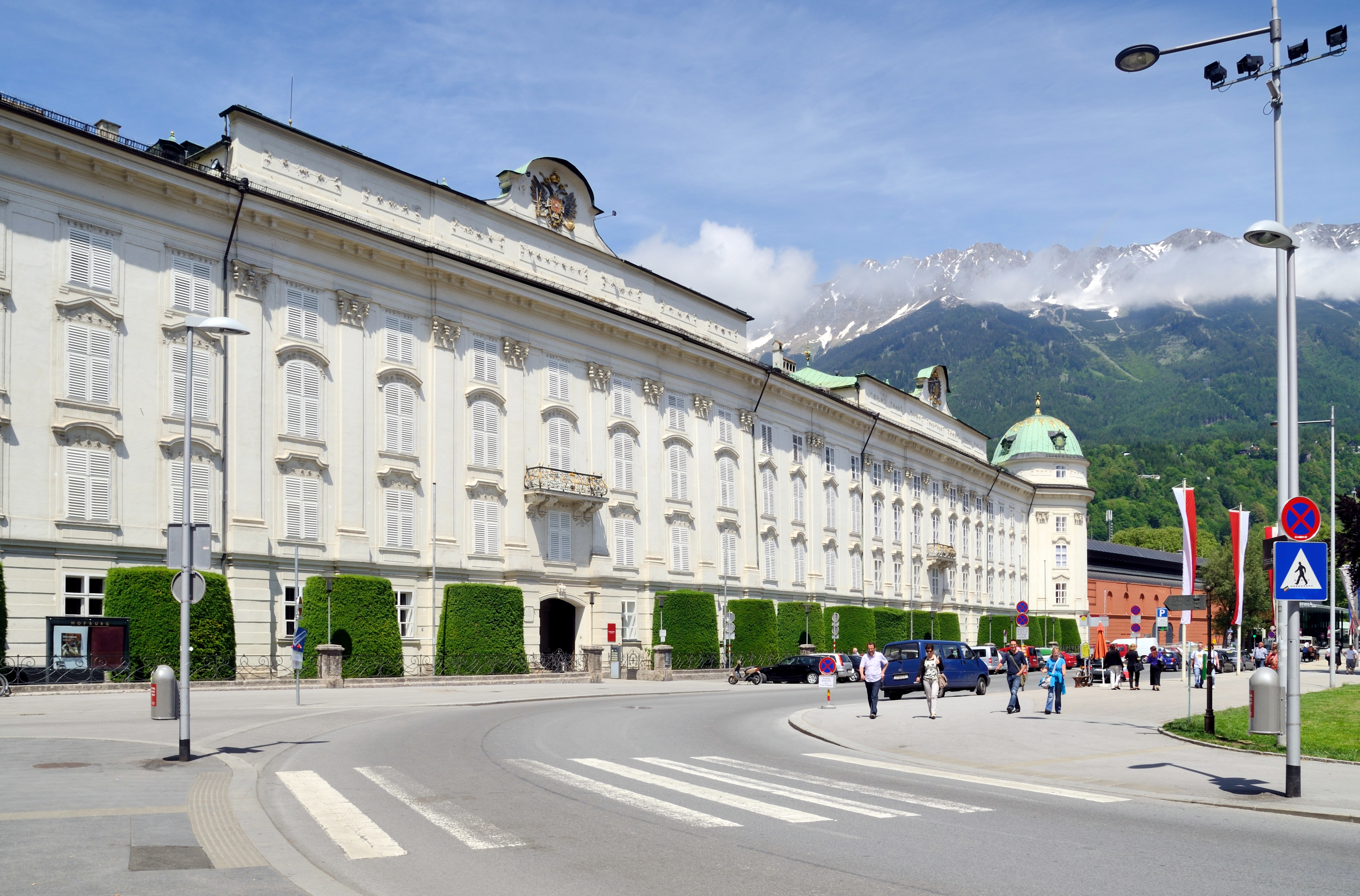
Hofburg, Rennwegfront

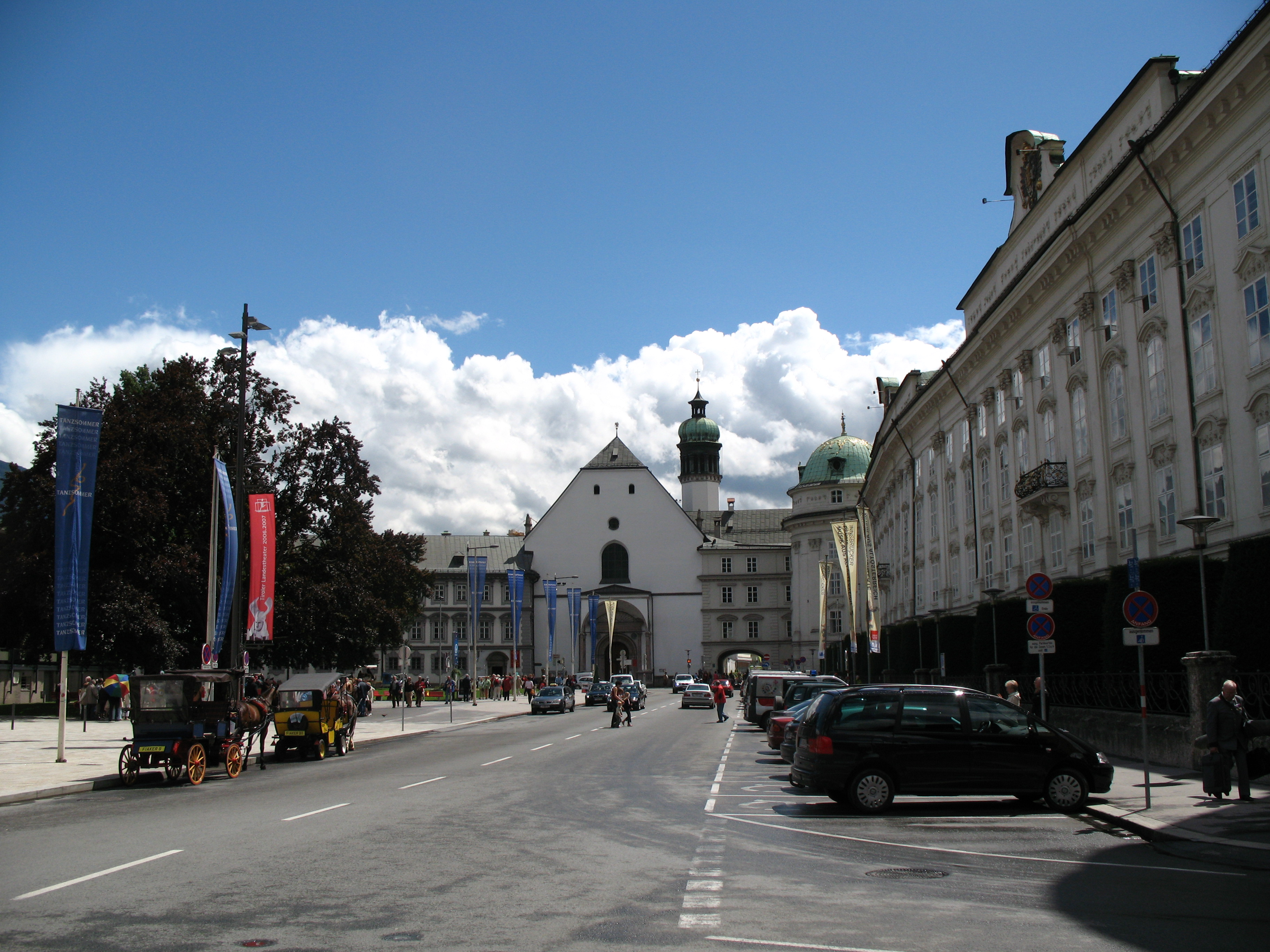
Hofburg rechts, Hofkirche und Tor zum Burggraben im Hintergrund

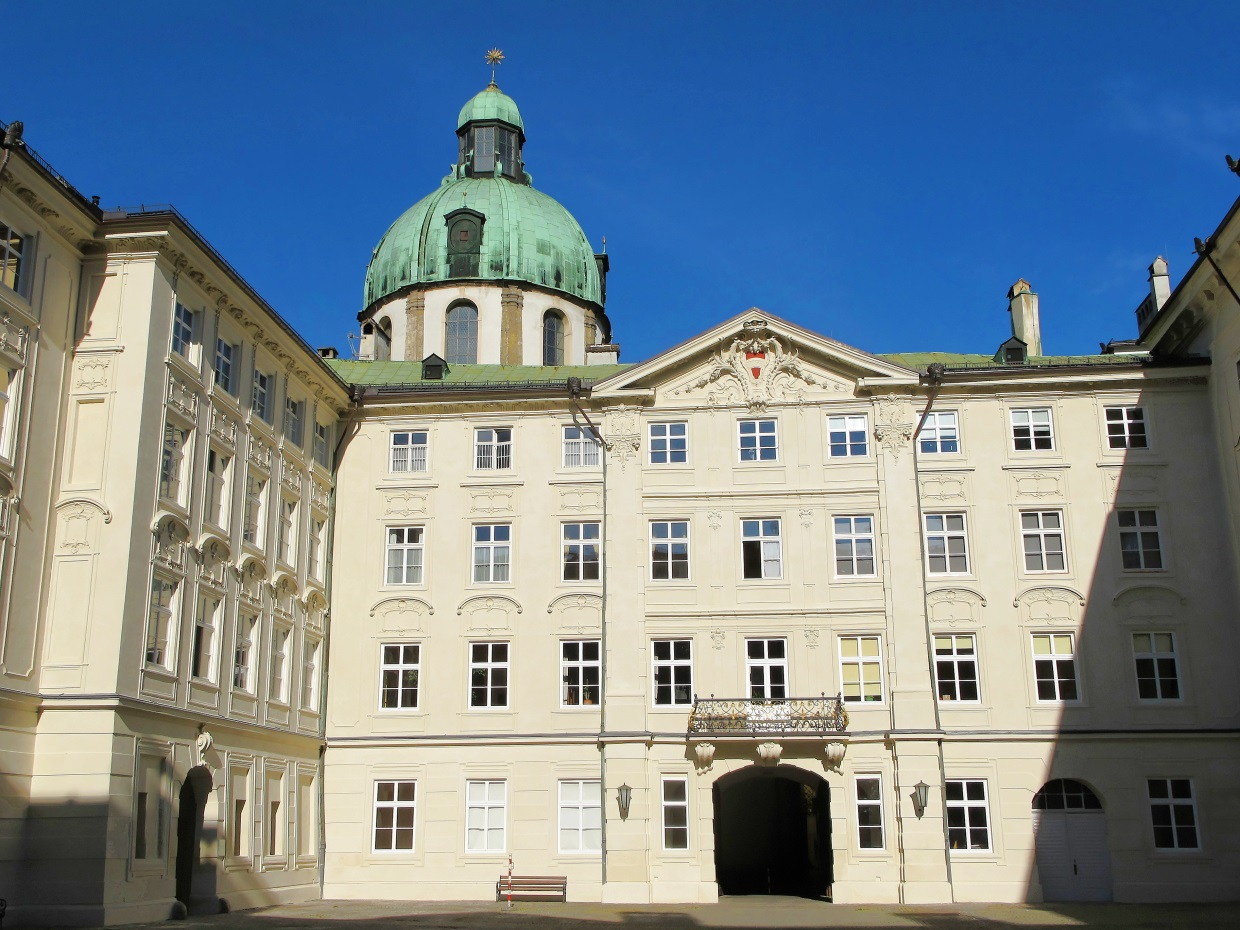
Innenhof

Die Hofburg in Innsbruck ist eine von den Habsburgern errichtete und bewohnte Residenz. Ursprünglich eine Burganlage aus dem Spätmittelalter, wurde sie in der Frühen Neuzeit zu einem Schloss ausgebaut und Sitz der Tiroler Landesfürsten sowie Wohnsitz verschiedener Angehöriger der Dynastie bis zur Gründung der Republik im Jahr 1918. Der heutige Zustand beruht auf den Ausbauten unter Kaiserin Maria Theresia durch den Hofbaumeister Johann Martin Gumpp den Jüngeren im Rokokostil und ist teilweise zu besichtigen. Die Innsbrucker Hofburg ist neben der Hofburg in Wien und dem Schloß Schönbrunn eine der drei wichtigsten historischen Herrschaftsarchitekturen Österreichs und einer der bedeutendsten Kulturbauten des Landes.

## Geschichte

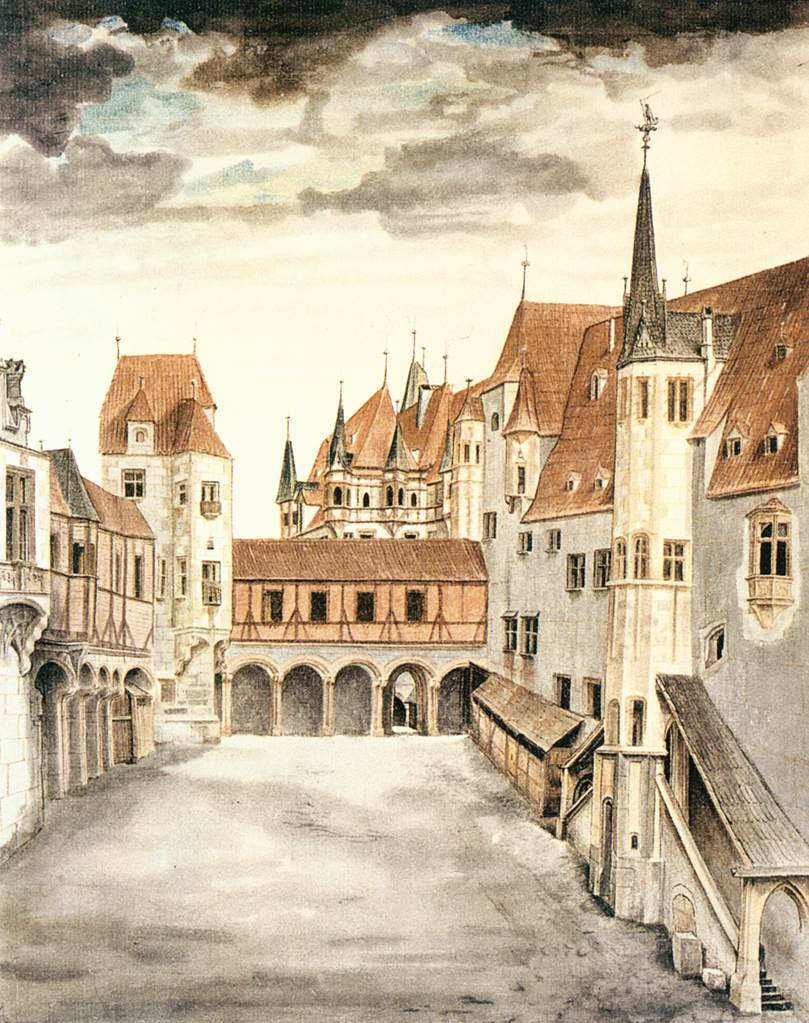
Aquarell Dürers

Die erste Herberge auf diesem Areal benutzte Herzog Leopold III. Diese und weitere Grundstücke erwarb sein Sohn Friedrich IV., dessen Sohn Erzherzog Sigmund der Münzreiche, ab 1446 Graf von Tirol, eine spätmittelalterliche Burg erbauen ließ. 
Mit dem Jahr 1490 wurde die gemeinsame Landesverwaltung für Oberösterreich (Habsburg) in der Hofburg installiert. 1497 ist hier auch die Schatzkammer (österreichische schatzcammer zu Ynsprugk) urkundlich bezeugt. Ab damals verwalteten die Tiroler Statthalter – anfangs durchwegs habsburgische Erbprinzen (Erzherzöge), später niederadelige Verwaltungsbeamte, auch Vorderösterreich oder die Vorlande (so, wie diejenigen Innerösterreichs noch die Küstenlande (Litorale) um Triest an der Adria mitverwalteten). Zeitweise hatte aber einer der habsburgischen Prinzen innerhalb Oberösterreichs eine eigene vorderösterreichische Statthalterschaft inne, meist zu Freiburg im Breisgau oder in Ensisheim.
Ein Nachfolger Sigmunds, der römisch-deutsche König und spätere Kaiser Maximilian I., baute die Anlage aus.
Sie hatte bereits dieselben Ausmaße wie heute und wurde von Albrecht Dürer als Aquarell festgehalten. Darauf erkennt man einen spätgotischen Innenhof mit überdachtem Treppenaufgang, den Wappenturm und die Frauengemächer, „Frauenzimmer“ genannt. Es gab einen großen Empfangsraum, welcher als Halle mit Säulen und Gewölbe gestaltet war und heute als „Gotischer Keller“ bezeichnet wird. Eine „Kürnstube“, in welcher die Jagdtrophäen Maximilians untergebracht waren, eine „Silberkammer“ (Schatzkammer) sowie ein Festsaal (mit Herkulesdarstellungen) sind ebenfalls überliefert. Der „Rennplatz“ vor der Hofburg diente dem sportbegeisterten Kaiser als Turnierplatz.
1534 wurde die Decke des 1510 erneuerten Riesensaales durch einen Brand zerstört und anschließend durch König Ferdinand I. mit Hofbaumeister Lucius de Spazio wiederhergestellt. Wegen Erdbebenschäden an den Mauern wurde 1536 die Burgfassade durch halbrunde Türme verstärkt
Erst Maria Theresia, die von 1740 bis 1780 regierte, gab den Auftrag zum Umbau. Der spätbarocke Bau begann 1754 mit dem Hofgassentrakt nach Plan von Johann Martin Gumpp, unterbrochen 1756 wegen des Siebenjährigen Krieges.
Der weitere Ausbau erfolgte 1766–70 durch den Militärbaumeister Konstantin Walter zu Pfeilsberg und den Wiener Hofarchitekten Niccolò Pacassi unter Abkehr von Gumpps Planung.
Die Herrscherin schickte ihre besten Künstler nach Innsbruck: Konstantin von Walter und Nicolaus Parcassi. Zur Innenausstattung wurden Martin van Meytens und seine Schule sowie Franz Anton Maulbertsch bestellt. 1765 wurde erneut umgebaut, mit Schwerpunkt am Ostflügel. Dieser wurde praktisch ausgekernt und mit neuen Decken einheitlichen Niveaus versehen und außen vereinheitlicht. Dabei entstanden auch die beiden vorspringenden, kuppelgekrönten Eckrondelle, hervorgegangen aus den 1536 zur Stabilisierung angebauten Ecktürmen. Verantwortliche Baumeister waren Ingenieur-Major und Hofbaudirektor Constantin Johann Walter und Hofarchitekt Pacassi.
So präsentiert sich der Prachtbau noch heute. Maria Theresia war nur zweimal in Innsbruck, 1739 auf der Durchreise und 1765 zur Hochzeit ihres Sohnes Leopold II. mit der spanischen Prinzessin Maria Ludovica, woran die Triumphpforte am Ende der Maria-Theresien-Straße erinnert. Die Hochzeit wurde vom Tod ihres Gatten Franz Stephan von Lothringen (an den Folgen eines Schlaganfalles) am 18. August 1765 überschattet. Das Sterbezimmer wurde im Auftrag der Kaiserin zu einer Kapelle umgestaltet. Sie ließ damals dort auch das Adelige Damenstift Innsbruck errichten, dessen Äbtissin Maria Elisabeth von Österreich (1743–1808) eine Tochter Maria Theresias war. Die Stiftsdamen mussten für den verstorbenen Kaiser beten.
Mitglieder der kaiserlichen Familie haben die Burg bis zum Ende der Monarchie 1918 benutzt, daneben war sie auch Sitz der Tiroler Landesfürsten und ist heute im Besitz der Republik Österreich. Im 19. Jahrhundert war Erzherzog Karl Ludwig (1833–1896) Statthalter in Innsbruck und ließ das sogenannte Innere Appartement für seine Schwägerin Kaiserin Elisabeth neu adaptieren. Es wurden Möbel im Stil des Zweiten Rokokos vom Wiener Hofkünstler August La Vigne nach Innsbruck gebracht, jeder Raum in einem anderen Farbton gestaltet. Die exquisiten Seidenstoffe schmückten Möbel, dienten als Wandverkleidungen und als Vorhänge. Elisabeth übernachtete nur einige Male in Innsbruck, während ihr Gemahl Kaiser Franz Joseph regelmäßig in Tirol weilte und in der Hofburg logierte.
1918 wurde der ehemals kaiserliche Besitz mit Ende der Monarchie staatlich. Die Burghauptmannschaft verwaltet heute das drittwichtigste historische Gebäude Österreichs. 
Von 2006 bis 2010 wurde der dritte und letzte Teil der Generalsanierung der Hofburg fertiggestellt. Sie wird häufig für hochrangige Veranstaltungen genutzt, so die Jubiläumsausstellung Maximilian I., Aufbruch in die Neuzeit. Diese war gleichzeitig der Startschuss zur neuen Dauerausstellung, die auf Grund des großen Erfolges der Jubiläumsausstellung nach einer kurzen Umbauphase am 22. November 2019 eröffnet wurde.

## Baudetails
Vier unregelmäßige Flügel umschließen einen 28 m × 42 m großen Innenhof. Der längste Trakt ist derjenige im Osten parallel zum Rennweg, mit den beiden abschließenden Rotunden an den Ecken kommt die gesamte Hauptfassade auf eine Länge von 135 Meter.
Die Innsbrucker Hofburg hat eine verbaute Fläche von circa 5000 Quadratmetern, es gibt etwa 400 Räume, unter anderem noch über 30 Privatwohnungen. Der Bau ist viergeschoßig, Kapelle und zwei größere Säle sind mehrere Geschoße hoch.
In der unregelmäßigen, für einen Barockbau untypischen Grundrissorganisation der Hofburg wird die Einbeziehung und Umgestaltung früherer Bauteile deutlich. Im Zentrum der Anlage steht ein großer rechteckiger Innenhof, eingefasst vom Hofgassentrakt im Süden und dem extrem langgestreckten, leicht abgeknickten Trakt am Rennweg mit seinen zwei Eckrondells. Die wesentlichen barocken Repräsentationsräume finden sich im Osttrakt. Die Ausstattung des späten Rokoko wurde in einigen Räumen im 19. Jahrhundert durch Neurokoko ersetzt.
Der große Burghof wird durch das südliche Burgtor erschlossen, weiter geht es in den westlich gelegenen, kleineren Küchenhof. Zu besichtigen sind auch die Prunkräume, u. a.:
- Hofburgkapelle mit Vorraum und Sakristei
- Andreas-Hofer-Saal, Andreas Hofer residierte hier vom 13. August bis 21. Oktober 1809
- Gelbes Zimmer, Weißer Salon, Rosa Salon, Rondellzimmer, Passagezimmer, Schlafzimmer, Eckkabinett, Chinesenzimmer, Audienzzimmer

### Riesensaal
Der Riesensaal ist ein Festsaal mit Porträts Maria Theresias, ihres Gatten und ihrer 16 Kinder. Der Raum ist 31,5 Meter lang, 13 Meter breit und 11 Meter hoch. Den Namen trägt er nicht wegen seiner Größe, sondern wegen der dargestellten Riesen auf Gemälden aus dem 16. Jahrhundert.
Bei dem sogenannten “Riesensaal”, dem größten Repräsentationssaal der Hofburg, dessen Namen sich von einem früheren Herkuleszyklus ableitet, handelt es sich neben der Hofkapelle um den zweiten Raum, der dem Gedächtnis von Maria Theresias 1765 verstorbenen Gemahl, Kaiser Franz I. gewidmet ist. Wohl nach dem Vorbild der Großen Galerie in Schloss Schönbrunn gestalteter Festsaal, der die gesamte Breite des Trakts am Rennweg einnimmt und sich über zwei Geschoße und sieben Fensterachsen erstreckt. Sein Ausstattungsprogramm, das sich vor allem in den Fresken manifestiert, ist der Verherrlichung des Hauses Habsburg gewidmet. Die Ölbilder an der Wand stellen die Familie des kaiserlichen Paares Franz I. und Maria Theresia dar.
Die Ausmalung des Plafonds im Riesensaal, die einschließlich des gemalten Stucks eine Fläche von ca. 500 Quadratmetern bedeckt, ist ein Hauptwerk des berühmten Freskanten Franz Anton Maulbertsch, am Programm wirkte die Kaiserin teils selbst mit. Das große Mittelfresko stellt eine Allegorie der Verbindung des österreichischen und des lothringischen Fürstenhauses, die flankierenden Ovale veranschaulichen die Regalien Tirols. Die Vermählung der Häuser Österreich und Lothringen wird als Triumphwagen dargestellt, begleitet von Personifikationen der Herrschertugenden.

### Gardesaal
- Gardesaal (Empfangsraum für den Riesensaal)

Großformatige Schlachtenbilder mit Karl V. von Lothringen (Türkenkriege), kaiserlicher General und erster Statthalter von Tirol, verheiratet mit Eleonore von Habsburg. Großeltern von Franz Stephan (Kaiser Franz I.)

### Kaiserliche Appartements
Kaiserappartements (Lothringerzimmer, Kapitelzimmer, Ferdinandszimmer)
Salon, Schönheitssalon, Schreibzimmer, Ankleidezimmer, Schlafzimmer jeweils in unterschiedlichen Farben gehalten, Möbel und Raumgestaltung, zweite Hälfte des 19. Jahrhunderts.
- Kaiserin-Elisabeth-Appartement
- Salon der Kaiserin[7]

### Gedächtniskapelle Kaiser Franz I.
Südtrakt, zweites Obergeschoß 1765/66, gestaltet durch Niccolò Pacassi.
Das Zimmer, in dem Maria Theresias Gemahl Franz I. Stephan von Lothringen im August 1765 verstorben war, ließ die Kaiserin durch Pacassi zu einer Gedächtniskapelle umbauen und gründete ein adeliges Damenstift zur Anbetung. Der von Pilastern gegliederte Saalraum ist mit zarten Rocaillen stukkiert, in der Altarnische eine gemalte Reliefgruppe, Gottvater mit trauernden Engeln von Franz Anton Leitenstorffer (1721–1795).

### Hofgarten
Zur Hofburg gehört der schräg gegenüber liegende Hofgarten.